# Somogyszentpál
Somogyszentpál község Somogy vármegyében, a Marcali járásban.

## Fekvése
A Belső-Somogyban, a Nagy-Berek délnyugati szélén található, Balatonkeresztúrtól délkeletre.
A közvetlenül határos települések: észak felől Balatonfenyves, kelet felől Táska, dél felől Csömend, délnyugat felől Marcali, nyugat felől pedig Kéthely; közigazgatási területe délkelet felől pontszerűen érintkezik még Nikla határával is.

### Megközelítése
Közúton csak két irányból érhető el: Kéthely érintésével, a 68-as főútból kiágazó 67 108-as számú mellékúton, vagy Csömend központjából egy keskeny önkormányzati úton.
A hazai vasútvonalak közül a MÁV utolsó keskeny nyomtávolságú gazdasági vasútja, a Balatonfenyvesi Gazdasági Vasút érinti, melynek több szárnyvonala közül az egyik, Balatonfenyvesről induló vonal itt ér véget. A vonalnak két megállási pontja van a község területén: Somogyszentpál felső megállóhely a belterület északi széle közelében, illetve Somogyszentpál vasútállomás a falu központjában.

## Története
Somogyszentpál 1929-ben jött létre két község, Varjaskér és Tótszentpál egyesülésével. Ekkor még a Marcali járás harmadik nagyközsége volt kb. 1750 lakossal, mára népessége 1000 fő alá csökkent.
Varjaskér honfoglalás kori település. Első írásos említésekor (1226) Ker, majd Keér alakban írva fordult elő, majd 1292-ben és 1321-ben jelent meg okiratokban, később az 1332–1337-es pápai tizedjegyzékben is.
A falu 13. századi templomának romjai máig láthatók. Papja, Gergely 1333-ban harminc, 1334-ben negyven, 1335-ben harminc kisdénárt fizetett egyházi adóként. 1536-ban még állt, 1736-ban azonban már romos és elhagyott volt. Az 1743-as Canonica Visitatio ezt írta: „Varjaskéren a falun kívül, de ahhoz közel hatalmas (grandis) romos elhagyott egyház áll, toronnyal.” Az 1864-es varjaskéri jegyzői jelentésében ez szerepel: „monda szerint eztet a törökök lövöldözték, szinte a berkiben volt várral együtt.” A Nagy-Berek mocsaras területén a nagy valószínűséggel az enyingi Török család által a 16. században épített varjaskéri vár földbe temetett alapfalmaradványai ma is láthatók.
1356-ban Kér birtokosa Rupolyi János, a Gutkeled nemzetségbeli Felső Lendvai Miklós fia volt, 1535-től Varjaskér földesura enyingi Török Bálint és családja, majd 1599-től Török István, 1660-1720-ig Sankó Miklós és családja, 1726-tól gróf Harrach, majd 1733-tól 1945-ig a báró Hunyady család birtokolta.
Tótszentpál (korábban Pálfalva, Szentpál) falu szintén középkori telepítés. 1332-ben a pápai tizedszedők jegyzékében Ecclesia a Sancto Paulo néven szerepelt, papja, Sebastián 70 parvost fizetett. Neve előfordul még 1356-os, 1466-os és 1493-as keltezésű okiratainkban is, ekkor földesura a Dombói család, mely birtokát enyingi Török Imrének adta el. 1660-tól a Sankó család volt a birtokos, majd 1690-ben Keszthely birtokosától, Pető Lászlótól került a herceg Esterházy család birtokába, ahol egészen 1945-ig maradt. A törökök kiűzése utáni újratelepüléskor a mai Szlovénia területéről szláv (szlovén, horvát) lakosság költözött a faluba.
A mai Somogyszentpál környékén a középkorban több kisebb falu települt: Kér, Thekeskér, Nyírfalu, Németi, Zobafalva, Pálfalva (Szentpálfalu), Gyulvez, Szentgyörgyfalu, Muszt. Ezek a törökdúlás során elpusztultak, vagy lakóik az új helyre települt Varjaskér és Tótszentpál lakosaiként éltek tovább.
Tótszentpál kezdetben Somogy vármegye Kaposi, ezt követően Lengyeltóti, majd a 20. század elején Marcali járásához tartozott. 1910-ben 999 magyar lakosa volt, melyből 984 római katolikus, 8 izraelita volt.

## Közélete

### Polgármesterei
| Név                | Párt        | Terminus  | Megjegyzés / Források          |
| ------------------ | ----------- | --------- | ------------------------------ |
| Dr. Berényi Sándor | független   | 1990–2019 | 1990-es választási eredmények: |
| Dr. Berényi Sándor | független   | 1990–2019 | 1994-es választási eredmények: |
| Dr. Berényi Sándor | független   | 1990–2019 | 1998-as választási eredmények: |
| Dr. Berényi Sándor | független   | 1990–2019 | 2002-es választási eredmények: |
| Dr. Berényi Sándor | független   | 1990–2019 | 2006-os választási eredmények: |
| Dr. Berényi Sándor | független   | 1990–2019 | 2010-es választási eredmények: |
| Dr. Berényi Sándor | független   | 1990–2019 | 2014-es választási eredmények: |
| Poszáné Szabó Edit | független   | 2019–     | 2019-es választási eredmények: |
| Poszáné Szabó Edit | Fidesz-KDNP | 2019–     | 2024-es választási eredmények: |

## Intézmények
- Somogyszentpáli Tündérrózsa Óvoda[16]
- Községi Könyvtár
- Integrált Közösségi Szolgáltató Tér (EU-ház)

## Népesség
A település népességének változása:
| Lakosok száma | 797  | 785  | 802  | 765  | 743  | 770  | 769  |
|               | 2013 | 2014 | 2015 | 2021 | 2022 | 2023 | 2024 |

A 2011-es népszámlálás során a lakosok 86,2%-a magyarnak, 27,7% cigánynak, 1,6% németnek mondta magát (12,6% nem nyilatkozott; a kettős identitások miatt a végösszeg nagyobb lehet 100%-nál). A vallási megoszlás a következő volt: római katolikus 67,5%, református 0,6%, evangélikus 0,3%, felekezet nélküli 15,1% (16,1% nem nyilatkozott).
2022-ben a lakosság 82,2%-a vallotta magát magyarnak, 1,9% németnek, 0,9% cigánynak, 0,1% románnak, 0,1% horvátnak, 2,2% egyéb, nem hazai nemzetiségűnek (15,3% nem nyilatkozott; a kettős identitások miatt a végösszeg nagyobb lehet 100%-nál). Vallásuk szerint 48% volt római katolikus, 0,3% református, 0,9% egyéb keresztény, 3,4% felekezeten kívüli (47,2% nem válaszolt).

## Nevezetességei
- Balatonfenyvesi Gazdasági Vasút

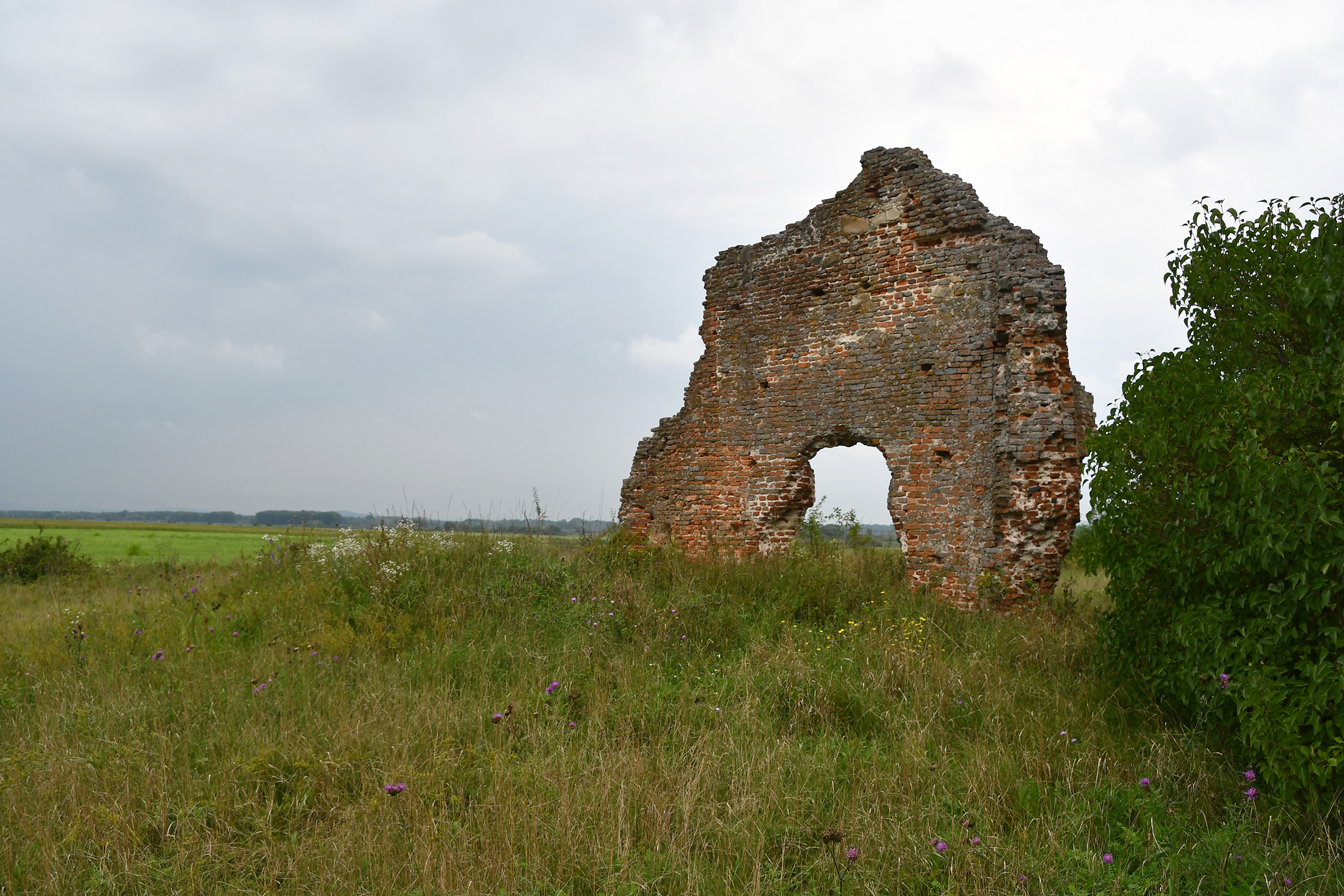
Varjaskéri templomrom

- Varjaskéri templomrom: román stílusban épült téglából a 13. század végén a régi Kér falu központjában, körülötte 1900-ig látható volt a régi temetőkert. Jelenleg az oromzati fala áll, benne gerendatartó lyukak láthatók. Az 1743-as Canonica Visitatio is említi: „Varjaskéren nagy templom van elhagyott, romos toronnyal, a falun kívül, annak közelében.”[19]
- Varjaskéri várrom: a nagy-bereki Fehér-vízi-láp területén épült valószínűleg a 16. században az egyingi Török család által. Földbe temetett alapfalai (tégla és kőmaradványok) ma is láthatók a várárokkal. Jelenleg víz veszi körül, nem megközelíthető.[20]
- Páduai Szent Antal tiszteletére épített plébániatemplom: Tótszentpálon épült 1774 és 1778 között, homlokzat előtti hegyes sisakos toronnyal, a nyolcszög három oldalával záruló szentéllyel, balra sekrestye, jobbra egy 1856-ból származó oratórium helyezkedik el. Hajója három boltszakaszos. Főoltárképe, melyet Dorfmeister István alkotott 1776-ban, Páduai Szent Antalt ábrázolja, két mellékoltára közül a bal oldalit Szűz Mária, a jobb oldalit Szent Vendel tiszteletére emelték. A templom falán látható még Mária, a Világ Királynője faragott, festett, 205 cm magas hársfa szobra a 18. század második feléből.[21]

## Itt születtek
- Hosszú Márton (1783–1855) varjaskéri születésű főpap, füredi apát, veszprémi éneklőkanonok. 1806-ban szentelték pappá, 1807-ben berzencei káplán lett, majd 1811-től Vízvár, 1822 és 1844 között Kaposvár plébánosa volt. 1825-ben kaposi kerületi esperes lett, 1837-ben szentszéki bíró (Somogy, Baranya és Esztergom vármegyék táblabírója), 1852-től kántai prépost és székesegyházi főesperes, 1854-ben őrkanonok. A varjaskéri iskolás gyermekek segélyezésére 420 korona alapítványt tett.[22]
- Szabady Jenő (1891–1972) gépészmérnök, találmányának köszönhetően kezdték meg 1921-ben a préselt szigetelőanyagok gyártását. Szerepe volt a hazai szigetelőszabványok kialakításában is. 1971-ben Bláthy-díjjal tüntették ki.
- Matusek László (1915–1996) - magyarországi horvát etnográfus, átai tanító.
- Kovács Dénes (muzeológus) (1920–1977) festőművész, tanár, muzeológus, népművészeti szakirányító. A Csíkszeredai Múzeum alapítója, több évig igazgatója volt. Számos népművészeti és néprajzi munka megjelenése fűződik nevéhez. Kovács Dénes tótszentpáli kántortanító és Such Gizella varjaskéri osztálytanító gyermeke. Anyja korai halála miatt már csecsemőkorban elkerült Csíkkozmásra apai nagyszülőkhöz. Anyja a somogyszentpáli temetőben nyugszik.
- Kovács Ferenc (1921–2015) állatorvos, állatfiziológus, biometeorológus, az Állatorvostudományi Egyetem rektora (két cikluson át), 1983-tól a Magyar Tudományos Akadémia rendes tagja. Több rangos szakmai elismerés birtokosa és több tankönyv szerzője.
- Polgár László (1947–2010) operaénekes (basszus). 1972–1973-ban a Magyar Állami Operaház ösztöndíjasa, majd magánénekese. 1991-től a Zürichi Operaház tagja, Liszt Ferenc-díjas és Kossuth-díjas érdemes művész. Több nemzetközi énekverseny győztese.